# Jabreilles-les-Bordes
Jabreilles-les-Bordes település Franciaországban, Haute-Vienne megyében. Lakosainak száma 239 fő (2022. január 1.). Jabreilles-les-Bordes Laurière, Saint-Goussaud, Les Billanges, La Jonchère-Saint-Maurice, Saint-Léger-la-Montagne és Saint-Sulpice-Laurière községekkel határos.

## Népesség
A település népességének változása:
| Lakosok száma | 258  | 253  | 245  | 239  | 234  | 235  | 236  | 237  | 239  |
|               | 2013 | 2015 | 2016 | 2017 | 2018 | 2019 | 2020 | 2021 | 2022 |